# Rochefort, Belgien
Rochefort är en kommun i Belgien.   Den ligger i provinsen Namur och regionen Vallonien, i den sydöstra delen av landet, 100 km sydost om huvudstaden Bryssel. Antalet invånare är 12 338. Rochefort gränsar till Marche-en-Famenne, Beauraing, Nassogne, Ciney, Houyet, Tellin och Wellin. 
I omgivningarna runt Rochefort växer i huvudsak blandskog. Runt Rochefort är det ganska tätbefolkat, med 65 invånare per kvadratkilometer.